# Muhammad Asad
Muhammad Asad, urdu ‏محمد اسد‎ urodzony jako Leopold Weiss (ur. 2 lipca 1900 we Lwowie, zm. 20 lutego 1992 w Mijas) – Austriak żydowskiego pochodzenia, dziennikarz, podróżnik, pisarz, językoznawca, myśliciel, reformator, dyplomata i politolog.
Leopold Weiss pochodził z tradycyjnej żydowskiej rodziny wywodzącej swoje korzenie z Czerniowiec. Po wybuchu I wojny światowej, w 1914 roku, opuścił wraz z rodziną Lwów i osiadł w Wiedniu. Po wojnie przeniósł się do Berlina i zaczął pracować jako dziennikarz – w 1922 roku został korespondentem w Palestynie. Zafascynowany kultura arabską i zniechęcony do syjonizmu, w 1926 roku przyjął islam i zmienił nazwisko.
W czasie pielgrzymki do Mekki zbliżył się do królewskiej rodziny saudyjskiej i zaprzyjaźnił z królem Abd al-Azizem ibn Saudem. W latach 1931–1939 mieszkał w Indiach, które znajdowały się w tym okresie pod kontrolą brytyjską. Współpracował z Muhammadem Iqbalem w tworzeniu państwa Pakistan, którego stał się pierwszym ambasadorem przy ONZ.
W świecie arabskim jego poglądy, opierające się ogólnie na pokojowej i tolerancyjnej interpretacji Koranu, urosły dziś do rangi swoistej filozofii, której zwolennicy określają siebie mianem „asadystów”.
W Wiedniu znajduje się plac jego imienia.

## Publikacje
Książki:
- Unromantisches Morgenland (1922)
- Islam at the Crossroads (1934; Islam na rozdrożu)
- Sahih Al-Bukhari: The Early Years of Islam (1935–1938)
- The Road to Mecca (1954) (autobiografia; wydanie drugie: My Discovery of Islam, Goodword Books, 2001)
- The Principles of State and Government in Islam (1961; Podstawy państwa i rządu według islamu)
- The Message of The Qur’an (1980; Przesłanie koranu)
- This Law of Ours and Other Essays (1987)
- The Spirit of Islam (Islamic Foundation, 1979)

Dziennik:
- Arafat: A Monthly Critique of Muslim Thought (1946–47)